# Димитър Пападжаков
Димитър Иванов Пападжаков, използвал имената капитан Смелак и Василий Фьодорович Симеонов, е български политик, комунист и интербригадист.

## Биография
Димитър Пападжаков е роден на 10 февруари 1900 година в южномакедонското кайлярско село Емборе, тогава в Османската империя, днес в Гърция. Емигрира в България и в 1920 година става член на Българската комунистическа партия. От 1921 до 1923 година е член на Окръжния комитет на партията в Плевен. Преследван от властите, бяга в Кралството на сърби, хървати и словенци, откъдето в 1925 година заминава за СССР.
Учи в Комунистическия университет в Ленинград от 1925 до 1928 година и работи в Изпълнителния комитет на Комунистическия интернационал. От 1925 година е член на ВКП (б).
Връща се в България в 1932 година при управлението на Народния блок. Избран е за член на Централния комитет на БКП. В 1935 година отново заминава за Москва. Арестуван е в 1937 година по време на Големия терор, но е освободен.
През октомври 1937 година заминава за Испания, за да вземе участие в Испанската гражданска война като интербригадист. Командва рота на Арагонския и Източния фронт. Загива при Мореля през юли 1938 година.